# Ewald Terhart
Ewald Terhart (* 3. Dezember 1952 in Borken, Nordrhein-Westfalen) ist ein deutscher Pädagoge und Professor für Erziehungswissenschaft an der Universität Münster.

## Leben und Wirken
Terhart besuchte zunächst die Realschule und machte dann sein Abitur am Gymnasium Remigianum. Er studierte an der Universität Münster, schloss zum Diplom-Pädagogen ab, promovierte und habilitierte sich 1982 an der Universität Osnabrück und war anschließend an den Universitäten in Osnabrück und Lüneburg 1988 bis 1993 tätig. Terhart war von 1993 bis 2002 Lehrstuhl-Nachfolger von Jakob Muth in Bochum, bevor er 2002 einen Ruf auf die Professur für Schulpädagogik und Allgemeine Didaktik in Münster annahm. Seit 2018 ist er im Ruhestand. 2004 wurde er zum auswärtigen Mitglied der Finnischen Akademie der Wissenschaften gewählt.
Terhart beschäftigt sich mit Fragen der Bildungsforschung, des Lehrerberufs und der Lehrerbildung. Für den deutschsprachigen Raum hat er den Begriff der „Interpretativen Unterrichtsforschung“ geprägt.

## Schriften (Auswahl)
- Interpretative Unterrichtsforschung. Kritische Rekonstruktion und Analyse konkurrierender Forschungsprogramme der Unterrichtswissenschaft, Stuttgart: Ernst Klett 1978, ISBN 3129292012
- Lehr-Lern-Methoden: Eine Einführung in Probleme der methodischen Organisation von Lehren und Lernen (Grundlagentexte Pädagogik), 4. ergänzte Auflage, Weinheim, München: Juventa-Verl. 2005, ISBN 3-7799-0355-5
- Die Lehrerbildung, in: Kai S. Cortina u. a. (Hrsg.): Das Bildungswesen in der BRD. Strukturen und Entwicklungen im Überblick, Reinbek bei Hamburg: Rowohlt-Taschenbuch-Verl. 2008, S. 745–772, ISBN 978-3-499-62339-4
- Didaktik. Eine Einführung, Stuttgart: Reclam 2009, Neuausgabe 2019, ISBN 978-3-15-018515-5
- Erziehungswissenschaft und Lehrerbildung (Waxmann Studium), Münster, München u. a.: Waxmann 2013, ISBN 978-3-8309-2854-6